# Acanthoclinus rua
Acanthoclinus rua är en fiskart som först beskrevs av Hardy, 1985.  Acanthoclinus rua ingår i släktet Acanthoclinus och familjen Plesiopidae. Inga underarter finns listade i Catalogue of Life.